# Bleda
Hunnen Bleda blev født omkring 390 e.Kr. Som Rugas nevøer efterfulgte Bleda og hans lillebror Attila Ruga som hunnernes hersker. Bleda regerede i 11 år indtil sin død i 445 e.Kr.
Selvom man op gennem tiderne har spekuleret meget på om Attila myrdede ham under en jagt, ved ingen hvordan han døde.
| Efterfulgte: Ruga | Hunnernes konge | Efterfulgtes af: Attila |